# Золота зброя «За хоробрість»
Золота зброя «За хоробрість» — нагородна зброя в Російській імперії, прирівняна до статусу державного ордена з 1807 по 1917 роки.
Нагородження Золотою холодною зброєю — шпагою, кортиком, пізніше шаблею — відбувалося на знак особливих відзнак, за виявлену особисту хоробрість і самовідданість. Генерали нагороджувалися Золотою зброєю з діамантами. У XVIII столітті ефес Золотої зброї робили з чистого золота, до XX століття ефес зброї без діамантів тільки золотили, хоча офіцер мав право за свій рахунок замінити ефес на повністю золотий. З 1913 року Золота зброя «За хоробрість» офіційно називалася Георгіївською зброєю і вважалося однією з відзнак ордена Святого Георгія.

## Історія

### XVIII століття
Перше нагородження золотою зброєю, як нагородою за військові подвиги, було зроблено 27 липня 1720 року. У цей день князю Михайлу Голіцину за розгром шведської ескадри при острові Гренгам вручена золота шпага з діамантами. У цій битві Галерна флотилія генерал-аншефа Голіцина взяла на абордаж великі шведські кораблі: лінійний корабель і 4 фрегата.
Надалі відомо безліч нагороджень золотою зброєю з діамантами для генералів, і без діамантів для офіцерів з різними почесними написами («За хоробрість», «За мужність», а також деякі із зазначенням конкретних заслуг нагородженого). Всього в XVIII столітті видано 300 таких нагород, з них 80 з діамантами. 250 нагороджень прийшлося на царювання Катерини II.
Шпаги з діамантами представляли собою зразки ювелірного мистецтва, які дорого обходилися державній скарбниці. Наприклад, шпага фельдмаршала Румянцева (1775 р.) коштувала 10787 рублів, шпаги з діамантами для генералів коштували більше 2 тисяч рублів.

### XIX століття
Під час правління Павла I Золотою зброєю не нагороджували, оскільки Павло заснував новий орден Святої Анни. 3-й ступінь (з 1816 року — 4-я ступінь) цього ордена давалася за бойові заслуги, а знак кріпився на ефесі шпаги або шаблі. Нагородження Золотою зброєю було поновлено в 1805 році за царя Олександра I.
28 вересня 1807 року був підписаний указ про прирахування офіцерів і генералів, нагороджених Золотою зброєю «За хоробрість», до кавалерів російського ордена, тобто Золота зброя «За хоробрість» була прирівняна до державного ордену. Згідно зі статутом, було виділено три види нагородної орденської зброї:
- Золота зброя «За хоробрість» з алмазами (діамантами).
- Золота зброя «За хоробрість».
- Аннінська зброя — нижча, 3-я ступінь ордена Святої Анни (з 1816 року 4-я ступінь).

При цьому Аннінська зброя як таковою нагородною зброєю не була, оскільки безпосередньо нею не нагороджували, а видавали знак ордена Святої Анни 4-го ступеня, який в свою чергу і кріпився до ефесу звичайної шпаги або шаблі. Починаючи з 1829 року на Аннінську холодну зброю теж почали ставити напис «За хоробрість», яка наносилася в майстерні разом з кріпленням до ефесу знака ордена.
У франко-російську війну 1812 року 241 особа була нагороджена Золотою зброєю, у закордонному поході російської армії 1813—1814 років — ще 685. Сплески в статистиці нагороджень припадають на війни, які вела Росія з зовнішніми ворогами. Так у Російсько-турецькій війні 1877—1878 років кавалерами Золотої зброї стали близько 500 офіцерів.
З 1855 року до Золотої зброї додавався темляк (прикраса зі стрічок) Георгіївських кольорів.
У 1859 визначено положення, за яким до нагородження Золотою зброєю дозволяється представляти будь-якого офіцера, але в чинах від прапорщика до капітана включно офіцер повинен бути вже удостоєний ордена Святої Анни 4-го ступеня за хоробрість, чи ордена Святого Георгія 4-го ступеня Генерали нагороджувалися Золотою зброєю з діамантовими прикрасами.
1 вересня 1869 року всі нагороджені золотою зброєю були прираховані до Георгіївських кавалерів, але сама зброя вважалося окремою самостійною відзнакою. До 1869 року Золоту зброю мали 3384 офіцера і 162 генерала. З 1878 року генерал, нагороджений Золотою зброєю з алмазами, за свій рахунок повинен був виготовити просту Золоту зброю з Георгіївським темляком для носіння в строю поза парадів, на ефесі зброї кріпився хрест ордена Святого Георгія. До Золотої зброї «За хоробрість» хрест ордена не кріпився, тільки темляк.
Офіцерські нагородні шпаги та шаблі вручалися офіцерам, чиїм головним джерелом існування була часто лише платня. Тому не випадково ще з часів російсько-турецької війни 1877—1878 років майже всі нагороджені Золотою зброєю, судячи з архівних документів, отримували замість неї гроші, відповідні її вартості. Наприклад, з квітня 1877 року по грудень 1881 року гроші замість нагороди отримали 677 офіцерів, практично всі хто був нагороджений в цей період. Причина тут не тільки в небажанні скарбниці брати на себе зайві турботи з виготовлення нагород, а й у тому, що більшість нагороджених про це клопотала. Отримавши гроші-компенсацію, можна було замовити не золоту зброю, а лише з позолоченим ефесом і вирізаним на ефесі написом: «За хоробрість» (ця операція коштувала 4 крб. 50 коп.), сумою, що залишалась можна було розпорядитися на свій розсуд. Грамота ж, яка свідчила, що її власник є кавалером Золотої зброї, висилалась безкоштовно.

### XX століття
За російсько-японську війну 1904—1905 років Золоту зброю «За хоробрість», прикрашену діамантами було вручено чотирьом генералам, без прикрас — 406 офіцерам.
У новому Статуті ордена Святого Георгія 1913 року Золота зброя зараховувалося до ордена Святого Георгія як одна з його відзнак з офіційною назвою Георгіївська зброя і Георгіївська зброя, прикрашена діамантами. На ефесі всіх видів цієї зброї став поміщатися маленький золотий хрестик ордена Святого Георгія, покритий білою емаллю. Розмір хрестика становив приблизно 17 × 17 мм.
Відповідно до Статуту, нагороджений отримував право виготовити ефес своєї табельної холодної зброї із золота, або просто позолотити його і нанести напис «За хоробрість». Видавався лише темляк та золотий хрестик Святого Георгія до зброї.
Георгіївська зброя з діамантами видавалася без будь-яких грошових внесків. За весь час Першої світової війни цю нагороду отримали лише вісім осіб: Великий Князь Микола Миколайович, Ірманов Володимир Олександрович, Самедбек Садихбек огли Мехмандаров, Добротін Сергій Федорович, Лечицький Платон Олексійович, Калітін Петро Петрович, Брусилов Олексій Олексійович і Денікін Антон Іванович.
У роки Першої світової війни Георгієвська Золота зброя була хоч і почесним, але дуже поширеним видом нагороди. Пояснювалося це перш за все небаченим досі масштабом військових дій. Судячи зі збережених документів, в 1914 році воно було вручено 66 офіцерам, в 1915-му — 2 377, у 1916-му — близько 2 тисяч, у 1917-му — 1 257.